# 테니아

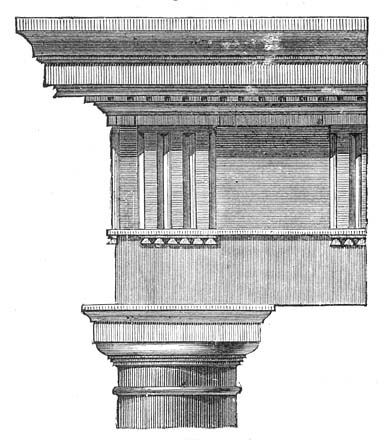
마르켈루스 극장의 로마 도리스식 기둥에서 구타에 양쪽으로 있는 시마티움 아래에 그림자로 그려진 수평 테니아

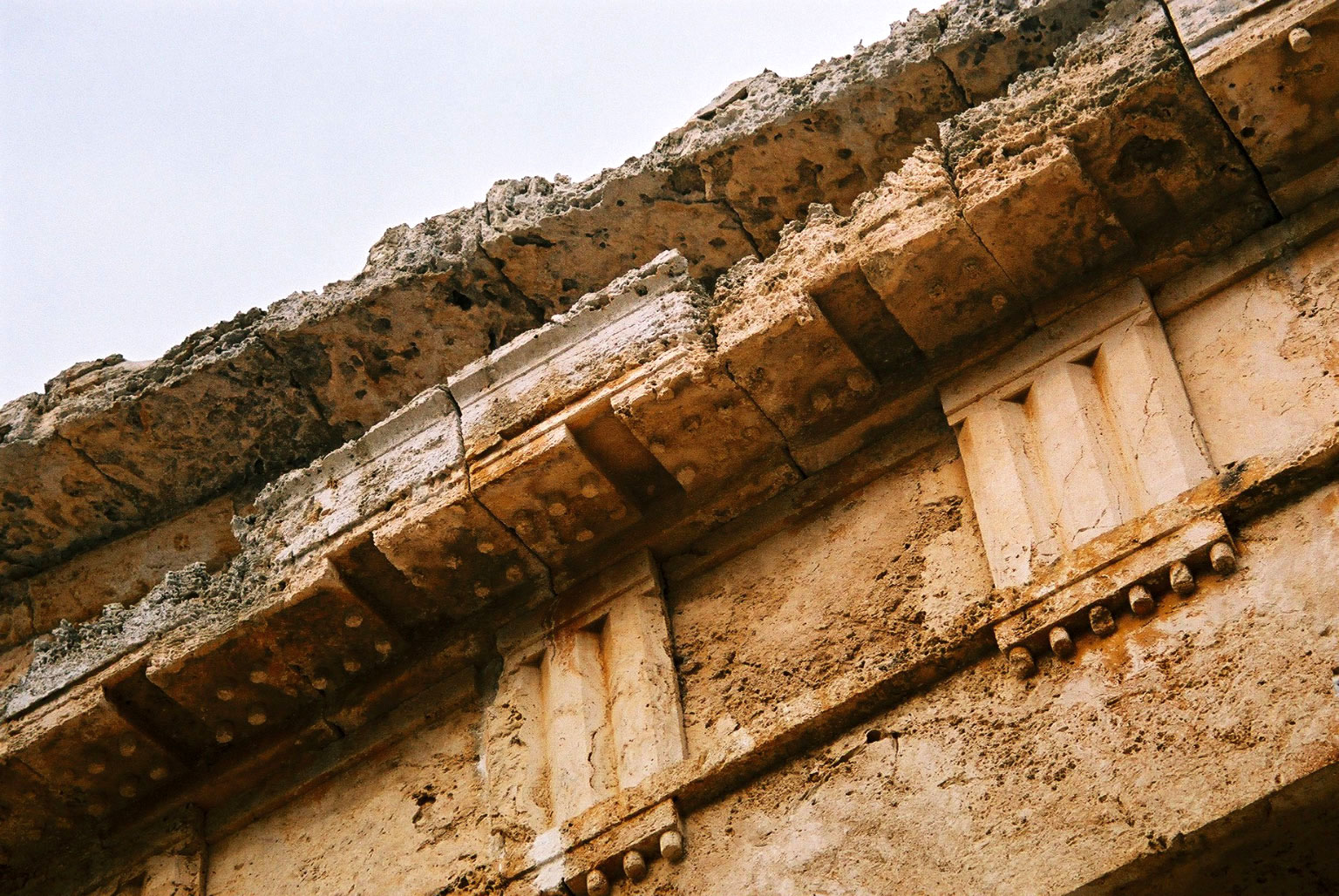
세게스타의 한 사원의 엔타블러처 세부 모습

테니아(Taenia)는 고전 건축에서 도리스식 기둥의 아키트레이브 상단 근처에 있는 작은 필릿 몰딩이다. 기둥 위의 전체 구조를 엔타블러처라고 하는데, 일반적으로 기둥 바로 위의 아키트레이브, 토스카나 양식을 제외한 모든 양식에 장식된 수평 몰딩이 없는 스트립인 프리즈와 가장 위에 튀어나와 처마를 장식하고 보호하는 역할을 하는 코니스로 구성되어 있다.

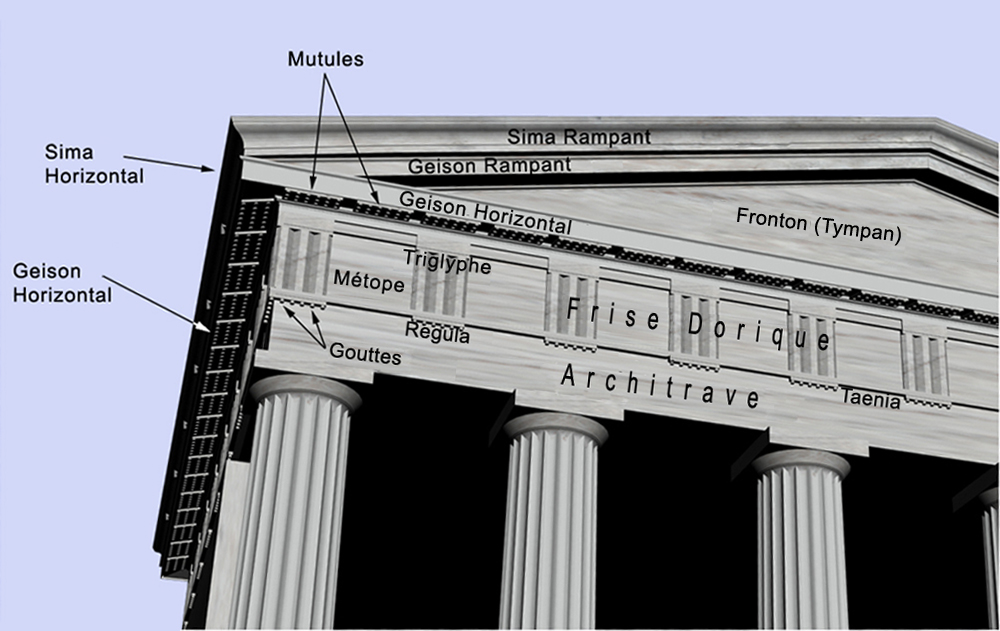
도리스 양식의 엔타블러처 중 각각의 명칭을 나타낸 표식 이미지, 구타에와 레귈라(Regula)와 함께 아키트레이브를 이루고 있는 테니아(Taenia)

아키트레이브는 가장 낮은 부분에 띠 형태로 있으며 아래에서 위 순서로, 넓은 파시아, 구타에 또는 드립(drips, 프리즈의 트리글리프 아래), 그리고 테니아(돌출된 시마티움 아래)로 구성되어 있다.

## 같이 보기
- 주범 양식
- 로마 건축

## 참고 문헌
- Image: Table of architecture, Cyclopaedia, 1728, volume 1